# Bonyāb
Bonyāb (persiska: بنیاب) är en ort i Iran.   Den ligger i provinsen Khorasan, i den östra delen av landet, 900 km öster om huvudstaden Teheran. Bonyāb ligger 1 898 meter över havet och antalet invånare är 189.
Terrängen runt Bonyāb är huvudsakligen kuperad, men norrut är den platt. Runt Bonyāb är det glesbefolkat, med 12 invånare per kvadratkilometer. Närmaste större samhälle är Asadīyeh, 19,6 km väster om Bonyāb. Trakten runt Bonyāb är ofruktbar med lite eller ingen växtlighet.